# Element opus
În matematică, elementul opus, pe scurt opusul, unui număr a este numărul care adunat la a dă suma zero, zero fiind elementul neutru al operației de adunare. Despre opusul lui a se mai spune că este a cu semn schimbat, sau negativul lui a. Pentru un număr real, se inversează semnul: elementul opus al unui număr pozitiv este negativ, iar elementul opus al unui număr negativ este pozitiv. Zero este propriul său element opus. Inversarea semnului corespunde înmulțirii cu numărul întreg -1.
Opusul lui a este notat cu minus unar: − . De exemplu, opusul lui 7 este −7, deoarece {\displaystyle 7+(-7)=0}, iar opusul lui −0,3 este 0,3, deoarece {\displaystyle -0,3+0,3=0}.
Similar, opusul lui {\displaystyle a-b} este {\displaystyle -(a-b)}, care poate fi exprimat mai simplu ca {\displaystyle b-a}. Opusul lui {\displaystyle 2x-3} este {\displaystyle 3-2x} deoarece {\displaystyle 2x-3+3-2x=0}.
Opusul este definit drept elementul simetric pentru operația de adunare, ceea ce permite generalizarea și la alte obiecte matematice, nu doar la numere. La fel ca pentru toate operațiile cu elemente simetrice, dubla efectuare a opunerii duce la funcția identitate, adică este fără efect: {\displaystyle -(-x)=x}.

În planul complex, cele două valori ale rădăcinilor unității, 1^{1/8}, sunt reciproc opuse

## Exemple comune
Pentru un număr, și în general în orice inel, opusul poate fi calculat folosind înmulțirea cu −1; adică {\displaystyle -n=-1\times n}. Exemple de inele de numere sunt inelul numerelor întregi, al celor raționale, al celor reale și al celor complexe.

### Relația cu operația de scădere
Opusul este strâns legat de scădere, care poate fi privită ca o adunare a opusului:
{\displaystyle a-b=a+(-b)}.
Invers, opusul poate fi obținut prin scădere din zero (elementul neutru):
{\displaystyle -a=0-a}.
Prin urmare, notația minus unară poate fi văzută ca o prescurtare pentru scădere (cu omiterea simbolului „0”), deși într-o tipăritură corectă nu ar trebui să existe spațiu după un „−” unar.

### Proprietăți
Negația are următoarele proprietăți algebrice:
{\displaystyle -(-a)=a}     (este o involuție)
{\displaystyle -(a+b)=(-a)+(-b)}
{\displaystyle -(a-b)=b-a}
{\displaystyle a-(-b)=a+b}
{\displaystyle (-a)\times b=a\times (-b)=-(a\times b)}
{\displaystyle (-a)\times (-b)=a\times b}
în particular: {\displaystyle (-a)^{2}=a^{2}}

## Definiție formală
Uzual, notația + este rezervată pentru operații binare comutative (operații unde {\displaystyle x+y=y+x} pentru orice x, y). dacă o asemenea operație admite un element neutru o (astfel încât {\displaystyle x+o\ (=o+x)\ =x}), atunci acest element este unic ({\displaystyle o^{\prime }=o^{\prime }+o=o}). Pentru un x dat, dacă există x′ astfel încât {\displaystyle x+x^{\prime }\ (=x^{\prime }+x)=o}, atunci x′ este opusul lui x.
Dacă + este asociativ, adică {\displaystyle (x+y)+z=x+(y+z)} pentru orice x, y, z, atunci opusul este unic. Pentru a vedea asta, fie x′ și x″ fiecare opuse ale lui x; atunci
{\displaystyle x^{\prime }=x^{\prime }+o=x^{\prime }+(x+x^{\prime \prime }=(x^{\prime }+x)+x^{\prime \prime }=o+x^{\prime \prime }=x^{\prime \prime }}
De exemplu, deoarece adunarea numerelor reale este asociativă, fiecare număr real are un opus unic.

## Alte exemple
Toate exemplele următoare sunt de fapt grupuri abeliene:
- Numere complexe: {\displaystyle -(a+bi)=(-a)+(-b)i}. În planul complex, această operație rotește un număr complex cu 180° în jurul originii (a se vedea imaginea de mai sus).
- Adunarea funcțiilor reale și complexe: aici opusul unei funcții {\displaystyle f} este funcția {\displaystyle -f} definită prin {\displaystyle (-f)(x)=-f(x)} pentru orice x, astfel încât {\displaystyle f+(-f)=o}, funcția „zero” ({\displaystyle o(x)=0} pentru orice x).
- În general, cele de mai sus se aplică tuturor funcțiilor cu valori într-un grup abelian („zero” fiind element neutru al acestui grup):
- Șirurile, matricile și desfășuratele sunt, de asemenea, tipuri speciale de funcții.
- Într-un spațiu vectorial, opusul –v este adesea numit vectorul euclidian opus al lui v; are același modul și aceeași direcție, însă sens opus. Opusul corespunde înmulțirii scalare a vectorului cu −1. În spațiul euclidian, asta este reflexia față de origine. Vectorii având aceeași direcție dar sensuri opuse (adică înmulțiți cu numere negative) sunt uneori denumiți „antiparaleli”.
  - Funcții vectoriale (nu neapărat liniare).
- În aritmetica modulară este definit opusul modular al lui x: este numărul a astfel încât {\displaystyle a+x\equiv 0{\pmod {n}}}. Acest opus există întotdeauna. De exemplu, opusul lui 3 modulo 11 este 8 deoarece este soluția pentru {\displaystyle 3+x\equiv 0{\pmod {11}}}.

## Nu sunt exemple
Numerele naturale, cardinalele și ordinalele nu au opuse în mulțimile lor. Se poate spune, de exemplu, că numerele naturale au opuse, însă aceste opuse nu sunt numere naturale (ci întregi), ca urmare mulțimea numerelor naturale nu este închisă față de numerele opuse,